# Pasiphila fumipalpata
Pasiphila fumipalpata là một loài bướm đêm trong họ Geometridae.